# Samuele Ceccarelli
Samuele Ceccarelli (Massa, 9 de janeiro de 2000) é um desportista italiano que compete em atletismo, especialista nas corridas de velocidade.
Nos Jogos Europeus de 2023 conseguiu uma medalha de ouro na prova de 100 m. Ganhou uma medalha de ouro no Campeonato Europeu de Atletismo em Pista Coberta de 2023, na prova de 60 m.

## Palmarés internacional
| Jogos Europeus                      | Jogos Europeus | Jogos Europeus  | Jogos Europeus |
| Ano                                 | Lugar          | Medalha         | Prova          |
| ----------------------------------- | -------------- | --------------- | -------------- |
| 2023                                | Chorzów        | Medalha de ouro | 100 m          |
| Campeonato Europeu em Pista Coberta |                |                 |                |
| Ano                                 | Lugar          | Medalha         | Prova          |
| 2023                                | Istambul       | Medalha de ouro | 60 m           |